# Abe Vigoda
Abraham Charles "Abe" Vigoda (24. februar 1921 – 26. januar 2016) var en amerikansk skuespiller. Han var bedst kendt i rollen som Phil Fish i tv-serien Barney Miller fra 1975–1977, som Sal Tessio i The Godfather og The Godfather Part II, og for sin rolle som Otis i filmen Good Burger fra 1997.